# Dyskografia Shinee
Dyskografia Shinee – południowokoreańskiej grupy.

## Albumy

### Albumy studyjne
| 2008                                           | The SHINee World - Wydany: 29 sierpnia 2008 - Wytwórnia: SM Entertainment - Format: CD, digital download | X |    | –  | – | - KOR: 185 046+                            |              |
| 2008                                           | Amigo - Repackage albumu The SHINee World - Wydany: 29 października 2008 - Wytwórnia: SM Entertainment - Format: CD, digital download | X | 47 | –  | – | - KOR: 185 046+                            |              |
| 2010                                           | Lucifer - Wydany: 19 lipca 2010 - Repackage: 30 września 2010 (Hello) - Wytwórnia: SM Entertainment - Format: CD, digital download | 1 | 14 | –  | – | - KOR: 254 891+                            |              |
| 2010                                           | Hello - Repackage albumu Lucifer - Wydany: 30 września 2010 - Wytwórnia: SM Entertainment - Format: CD, digital download | 1 |    | –  | – | - KOR: 254 891+                            |              |
| 2013                                           | Chapter 1. Dream Girl – The Misconceptions of You - Wydany: 19 lutego 2013 - Wytwórnia: SM Entertainment, KMP Holdings - Format: CD, digital download | 1 | 10 | 5  | 2 | - KOR: 185 357+ - JPN: 12 719+             |              |
| 2013                                           | Chapter 2. Why So Serious? – The Misconceptions of Me - Wydany: 26 kwietnia 2013 - Wytwórnia: SM Entertainment, KMP Holdings - Format: CD, digital download                                                                                                 | 1 | 8  | 5  | 1 | - KOR: 132 753+ - JPN: 15 154+             |              |
| 2013                                           | The Misconceptions of Us - Repackage albumów Chapter 1. Dream Girl – The Misconceptions of You i Chapter 2. Why So Serious? – The Misconceptions of Me - Wydany: 8 sierpnia 2013 - Wytwórnia: SM Entertainment, KMP Holdings - Format: CD, digital download | 4 |    | –  | – | - KOR: 53 997+                             |              |
| 2015                                           | Odd - Wydany: 18 maja 2015 - Wytwórnia: SM Entertainment, KT Music - Format: CD, digital download | 1 | 6  | 9  | 1 | - KOR: 177 173+ - JPN: 31 940+ - US: 2000+ |              |
| 2015                                           | Married to the Music - Repackage albumu Odd - Wydany: 3 sierpnia 2015 - Wytwórnia: SM Entertainment, KT Music - Format: CD, digital download | 1 |    | –  | 5 | - KOR: 98 979+                             |              |
| 2016                                           | 1 of 1 - Wydany: 5 października 2016 - Wytwórnia: SM Entertainment, KT Music - Format: CD, digital download | 1 | 11 | 14 | 2 | - KOR: 173 385+ - JPN: 30 502+             |              |
| 2016                                           | 1 and 1 - Repackage albumu 1 of 1 - Wydany: 15 listopada 2016 - Wytwórnia: SM Entertainment, KT Music - Format: CD, digital download | 1 |    | –  | – | - KOR: 77 585+                             |              |
| 2018                                           | The Story of Light - Wydany: - 28 maja 2018 (EP.1) - 11 czerwca 2018 (EP.2) - 25 czerwca 2018 (EP.3) - Wytwórnia: SM Entertainment, IRIVER - Format: CD, digital download                                                                                   | 1 | 7  | 2  | 4 | - KOR: 311 452+ - JPN: 28 243+             |              |
| 2018                                           | The Story of Light - Wydany: - 28 maja 2018 (EP.1) - 11 czerwca 2018 (EP.2) - 25 czerwca 2018 (EP.3) - Wytwórnia: SM Entertainment, IRIVER - Format: CD, digital download                                                                                   | 1 | 8  | 5  | 4 | - KOR: 311 452+ - JPN: 28 243+             |              |
| 2018                                           | The Story of Light - Wydany: - 28 maja 2018 (EP.1) - 11 czerwca 2018 (EP.2) - 25 czerwca 2018 (EP.3) - Wytwórnia: SM Entertainment, IRIVER - Format: CD, digital download                                                                                   | 2 | 18 | 11 | 4 | - KOR: 311 452+ - JPN: 28 243+             |              |
| 2018                                           | The Story of Light Epilogue - Repackage albumu The Story of Light - Wydany: 10 września 2018 - Wytwórnia: S.M. Entertainment, IRIVER - Format: CD, digital download                                                                                         | 1 | 8  | 9  | 9 | - KOR: 50 635+ - JPN: 8834+                |              |
| 2021                                           | Don’t Call Me - Wydany: 22 lutego 2021 - Wytwórnia: S.M. Entertainment, IRIVER - Format: CD, digital download | 1 |    | 7  | 7 | - KOR: 307 859+ - CHN: 37 508+             |              |
| 2021                                           | Atlantis - Repackage albumu Don’t Call Me - Wydany: 12 kwietnia 2021 - Wytwórnia: S.M. Entertainment, IRIVER - Format: CD, digital download | 2 |    |    |   | - KOR: 147 023+ - CHN: 14 494+             |              |
| Japońskie                                      | |   |    |    |   |                                            |              |
| 2011                                           | THE FIRST - Wydany: 7 grudnia 2011 - Wytwórnia: EMI Music Japan - Format: CD, digital download | 3 | 4  | –  | – | - JPN: 71 666+ - KOR: 8641+                | - JPN: Złota |
| 2013                                           | Boys Meet U - Wydany: 26 czerwca 2013 - Wytwórnia: EMI Records Japan, Universal Music Japan - Format: CD, digital download | – | 2  | –  | – | - JPN: 69 010+                             | - JPN: Złota |
| 2014                                           | I’m Your Boy - Wydany: 24 września 2014 - Wytwórnia: EMI Records Japan, Universal Music Japan - Format: CD, digital download | 9 | 1  | –  | – | - JPN: 60 067+ - KOR: 3696+                |              |
| 2016                                           | D×D×D - Wydany: 1 stycznia 2016 - Wytwórnia: Universal Music Japan - Format: CD, digital download | – | 1  | –  | – | - JPN: 61 263+                             |              |
| 2017                                           | FIVE - Wydany: 22 lutego 2017 - Wytwórnia: Universal Music Japan - Format: CD, digital download | – | 3  | –  | – | - JPN: 76 867+                             |              |
| „–” oznacza, że wydawnictwo nie było notowane. | |   |    |    |   |                                            |              |

### Minialbumy
| 2008                                           | Replay - Wydany: 22 maja 2008 - Wytwórnia: SM Entertainment - Format: CD, digital download                       | X | –  | – | –  | – | - KOR: 51 604+                 |  |
| 2009                                           | Romeo - Wydany: 25 maja 2009 - Wytwórnia: SM Entertainment - Format: CD, digital download                        | X | 39 | – | –  | – | - KOR: 119 363+ - JPN: 3485+   |  |
| 2009                                           | 2009, Year of Us - Wydany: 22 października 2009 - Wytwórnia: SM Entertainment - Format: CD, digital download     | X | 40 | – | –  | – | - KOR: 114 474+ - JPN: 3378+   |  |
| 2012                                           | Sherlock - Wydany: 21 marca 2012 - Wytwórnia: SM Entertainment - Format: CD, digital download                    | 1 | 13 | 3 | 10 | 5 | - KOR: 204 459+ - JPN: 10 681+ |  |
| 2013                                           | Everybody - Wydany: 14 października 2013 - Wytwórnia: SM Entertainment, EMI Music - Format: CD, digital download | 1 | 7  | 7 | 20 | 2 | - KOR: 137 956+ - JPN: 9430+   |  |
| Japońskie                                      | |   |    |   |    |   |                                |  |
| 2021                                           | SUPERSTAR - Wydany: 28 czerwca 2021 - Wytwórnia: EMI Japan, Universal Music Japan - Format: CD, digital download | – | 1  | – | –  | – | - JPN: 76 233+                 |  |
| „–” oznacza, że wydawnictwo nie było notowane. | |   |    |   |    |   |                                |  |

### Kompilacje
| Rok                                            | Dane dot. albumu | Najwyższa pozycja | Najwyższa pozycja | Sprzedaż        | Certyfikaty |            |
| Rok                                            | Dane dot. albumu | KOR               | JPN               | Sprzedaż        | Certyfikaty |            |
| Koreańskie                                     | Koreańskie | Koreańskie        | Koreańskie        | Koreańskie      | Koreańskie  | Koreańskie |
| ---------------------------------------------- | --- | ----------------- | ----------------- | --------------- | ----------- | ---------- |
| 2013                                           | Chapter 3. The Misconceptions of Us - Wydany: 8 sierpnia 2013 - Wytwórnia: SM Entertainment, KT Music - Format: CD, digital download        | 4                 |                   | - KOR: 53 997+  |             |            |
| Japońskie                                      | |                   |                   |                 |             |            |
| 2018                                           | SHINee The Best From Now On - Wydany: 18 kwietnia 2018 - Wytwórnia: EMI Records Japan, Universal Music Japan - Format: CD, digital download | –                 | 1                 | - JPN: 100 000+ | JPN: Złota  |            |
| „–” oznacza, że wydawnictwo nie było notowane. | |                   |                   |                 |             |            |

### Albumy koncertowe
| 2012                                           | SHINee World - Wydany: 1 lutego 2012 - Wytwórnia: SM Entertainment - Format: CD, digital download                                                 | 2 | 40  | - KOR: 33 202+ - JPN: 2113+ |
| 2014                                           | The 2nd Concert Album „Shinee World II in Seoul” - Wydany: 2 kwietnia 2014 - Wytwórnia: SM Entertainment, KT Music - Format: CD, digital download | 5 | 100 | - KOR: 10 282+ - JPN: 960+  |
| 2014                                           | The 3rd Concert Album „Shinee World III” - Wydany: 11 grudnia 2014 - Wytwórnia: SM Entertainment, KT Music - Format: CD, digital download         | 3 | –   | - KOR: 14 304+              |
| 2016                                           | The 4th Concert Album „Shinee World IV” - Wydany: 22 kwietnia 2016 - Wytwórnia: SM Entertainment, KT Music - Format: CD, digital download         | 6 | 43  | - KOR: 12 000+ - JPN: 2844  |
| „–” oznacza, że wydawnictwo nie było notowane. | |   |     |                             |

## Single
| 2008                                           | „Replay”                                                            | X  | – | –  | X  |                   | Replay                                                |
| 2008                                           | „Sanso Gateun Neo (Love Like Oxygen)”                               | X  | – | –  | X  |                   | The SHINee World                                      |
| 2008                                           | „A.Mi.Go (Amigo)”                                                   | X  | – | –  | X  |                   | The SHINee World                                      |
| 2009                                           | „Juliette”                                                          | X  | – | –  | X  |                   | Romeo                                                 |
| 2009                                           | „Ring Ding Dong”                                                    | X  | – | –  | X  |                   | 2009, Year of Us                                      |
| 2009                                           | „Jo Jo”                                                             | X  | – | –  | X  |                   | 2009, Year of Us                                      |
| 2010                                           | „Lucifer”                                                           | 2  | – | –  | X  | - KOR: 1 431 431+ | Lucifer                                               |
| 2010                                           | „Hello”                                                             | 7  | – | –  | X  | - KOR: 1 005 756+ | Lucifer                                               |
| 2012                                           | „Sherlock.셜록 (Clue + Note)”                                       | 1  | – | –  | 3  | - KOR: 1 720 124+ | Sherlock                                              |
| 2013                                           | „Dream Girl”                                                        | 1  | – | –  | 3  | - KOR: 942 747+   | Chapter 1. Dream Girl – The Misconceptions of You     |
| 2013                                           | „Why So Serious?”                                                   | 15 | – | –  | 16 | - KOR: 467 439+   | Chapter 2. Why So Serious? – The Misconceptions of Me |
| 2013                                           | „Everybody”                                                         | 1  | – | –  | 15 | - KOR: 452 465+   | Everybody                                             |
| 2015                                           | „View”                                                              | 1  | – | –  | X  | - KOR: 724 659+   | Odd                                                   |
| 2015                                           | „Married to the Music”                                              | 8  | – | –  | X  | - KOR: 177 927+   | Married to the Music                                  |
| 2016                                           | „1 of 1”                                                            | 4  | – | –  | X  | - KOR: 235 410+   | 1 of 1                                                |
| 2016                                           | „Tell Me What To Do”                                                | 4  | – | –  | X  | - KOR: 130 428+   | 1 and 1                                               |
| 2018                                           | „Good Evening (데리러가)”                                           | 10 | – | 26 | 15 | dane niedostępne  | The Story of Light                                    |
| 2018                                           | „I Want You”                                                        | 20 | – | 47 | 9  | dane niedostępne  | The Story of Light                                    |
| 2018                                           | „Our Page (네가 남겨둔 말)”                                         | 37 | – | 92 | 31 | dane niedostępne  | The Story of Light                                    |
| 2018                                           | „Countless (셀 수 없는)”                                            | 74 | – | 76 | 48 | dane niedostępne  | The Story of Light Epilogue                           |
| 2021                                           | „Don’t Call Me”                                                     | 3  | – | 98 | 7  | dane niedostępne  | Don’t Call Me                                         |
| 2021                                           | „Atlantis”                                                          | 11 | – | –  | 34 | dane niedostępne  | Don’t Call Me                                         |
| Japońskie                                      |                                                                     |    |   |    |    |                   |                                                       |
| 2011                                           | „Replay -Kimi wa boku no Everything-” (Replay -君は僕のeverything-) | –  | 2 | 2  | –  | - JPN: 113 584+   | THE FIRST                                             |
| 2011                                           | „Juliette”                                                          | –  | 3 | 3  | –  | - JPN: 60 146+    | THE FIRST                                             |
| 2011                                           | „Lucifer”                                                           | –  | 2 | 4  | –  | - JPN: 54 813+    | THE FIRST                                             |
| 2012                                           | „Sherlock”                                                          | –  | 2 | 4  | –  | - JPN: 69 316+    | Boys Meet U                                           |
| 2012                                           | „Dazzling Girl”                                                     | –  | 2 | –  | –  | - JPN: 110 230    | Boys Meet U                                           |
| 2012                                           | „1000-nen, zutto soba ni ite...” (1000年、ずっとそばにいて…)        | –  | 3 | –  | –  | - JPN: 47 637+    | Boys Meet U                                           |
| 2013                                           | „Fire”                                                              | –  | 5 | –  | –  | - JPN: 54 928+    | Boys Meet U                                           |
| 2013                                           | „Boys Meet U”                                                       | –  | 2 | –  | –  | - JPN: 124 729    | I’m Your Boy                                          |
| 2013                                           | „3 2 1”                                                             | –  | 3 | –  | –  | - JPN: 82 236+    | I’m Your Boy                                          |
| 2014                                           | „Lucky Star”                                                        | –  | 3 | –  | –  | - JPN: 40 682+    | I’m Your Boy                                          |
| 2015                                           | „Your Number”                                                       | –  | 2 | –  | –  | - JPN: 134 391+   | D×D×D                                                 |
| 2015                                           | „Sing Your Song”                                                    | –  | 5 | –  | –  | - JPN: 50 168+    | D×D×D                                                 |
| 2016                                           | „Kimi no sei de” (君のせいで)                                       | –  | 2 | –  | –  | - JPN: 69 886+    | FIVE                                                  |
| 2017                                           | „Winter Wonderland”                                                 | –  | 2 | –  | –  | - JPN: 95 517+    | FIVE                                                  |
| 2018                                           | „Sunny Side”                                                        | –  | 4 | –  | –  | - JPN: 77 647+    |                                                       |
| 2021                                           | „Superstar”                                                         | –  | – | 64 | –  |                   | Superstar                                             |
| „–” oznacza, że wydawnictwo nie było notowane. |                                                                     |    |   |    |    |                   |                                                       |